# ボブレノン
「ボブレノン」（Bob Lennon）は、浦沢直樹の漫画『20世紀少年』に登場する劇中歌。主人公の遠藤健児（ケンヂ）が作中で敵対する組織の実態をさりげなくメッセージにした歌である。名前の由来はボブ・ディランとジョン・レノン。
作詞・作曲：Kenji（浦沢直樹）。

## バージョン
『20世紀少年』の作者である浦沢本人が歌っているものと、映画版『20世紀少年』の主演である唐沢寿明が劇中で歌っているもの、演奏のみの「Bob Lennon @ The Base」といった複数のバージョンがある。
映画版最終章（劇中の「ともだち暦」以降）では「ラララ」のフレーズを「グ～タラ～ラ～ス～ダララ～」に変えており、劇中では本来の曲名である『ボブレノン』ではなく『グータラスーダラ』という通称で呼ばれている。こちらの音源は映画版のサウンド・トラックCDに「Bob Lennon @ 関所」として収録されている。これは主要人物のオッチョやカンナがケンヂの生存を知るきっかけになると同時に、この歌を希望にしていた人々が皆で口ずさんだりと、映画版最終章の象徴のような役割を果たしている。

## 収録CD
浦沢直樹
- LOST KENJI TAPES Volume.1（2003年）

初の音源化。『20世紀少年』コミックス11巻初回限定版の特典CD。
- 半世紀の男（フライング・ダッコチャン・レコーズ、2008年11月29日）

バンドバージョン。新録音。
- 20センチュリー・ボーイ〜Final Chapter（インペリアルレコード、2009年8月19日）

バンドバージョン。
- SPIRITS 30 ビッグコミックスピリッツ創刊30周年記念　TV & Movie テーマソング集（アリオラジャパン、2010年5月26日）
- 「Bob Lennon（初期デモ・ヴァージョン）」として、『LOST KENJI TAPES Volume.1』に収録された音源を収録。

唐沢寿明（「Kenji」名義）
- 映画「20世紀少年」オリジナル・サウンドトラック（ソニー・ミュージックダイレクト、2008年8月20日）
- 映画「20世紀少年」オリジナル・サウンドトラック Vol.3（ソニー・ミュージックダイレクト、2009年8月19日）
- 「Bob Lennon @ 関所」「Bob Lennon @ The Base」を収録。「The Million Dollars Medley」の中でも演奏されている。
- 映画「20世紀少年」オリジナル・サウンドトラック ベスト&レア（ソニー・ミュージックダイレクト、2010年2月24日）

「Bob Lennon @ The Base Edited ver.」を収録。